# ARIAミュージック・アワード
ARIAミュージック・アワード（ARIA Music Awards）は、オーストラリア音楽業界大手のオーストラリアレコード産業協会が主催する、1978年にオーストラリアの音楽業界の優れた作品を称える目的で作られた音楽賞。

## 概要
「ARIAミュージック・アワード」（ARIA Music Awards）が正式名称であるが、主催するオーストラリアレコード産業協会（Australian Recording Industry Association）の頭文字を取って、「ARIA賞」と一般に言われる。音楽賞は、オーストラリア全土で人気のあったアーティストに贈られ、他にも傘下の「美術賞」・「生涯功績賞」など数多くの賞が設立されている。
音楽賞の受賞資格は、必ずオーストラリアに永住している国民か、6ヶ月以上オーストラリア国土に滞在していなければならない。また、バンドの場合はメンバーの半数以上がこの基準を満たし、オーストラリアレコード産業協会に記録を提出しなければならない。
音楽賞の受賞審査は、オーストラリアレコード産業協会のメンバーで結成された「アリア委員会」の判断と、選定されたオーストラリア音楽業界の小売業者の審査で決まる。
この音楽賞は、第一回（1987年3月2日）にシドニーで開催された以来、シドニーで開催される様になった。また、この賞が与える影響はアメリカのグラミー賞と同じくオーストラリアに多大な影響を与えている。